# Vraignes Communal Cemetery
Vraignes Communal Cemetery is een begraafplaats gelegen in de Franse plaats Vraignes-en-Vermandois (Somme). De militaire graven worden onderhouden door de Commonwealth War Graves Commission.
De begraafplaats telt 7 geïdentificeerde Gemenebest graven uit de Eerste Wereldoorlog.